# Nuestra Señora de la Asunción (La Puebla de Fantova)

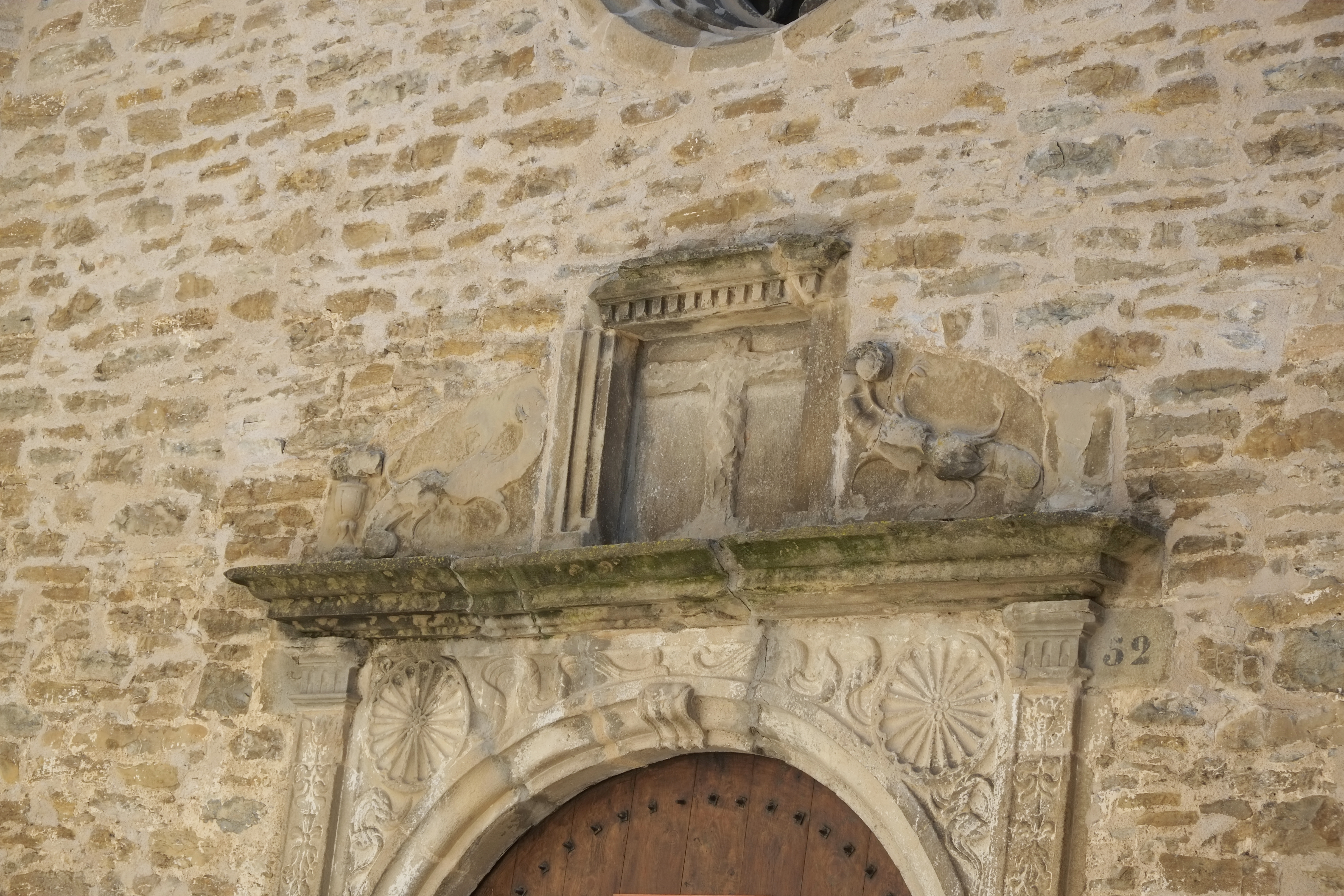
Portal

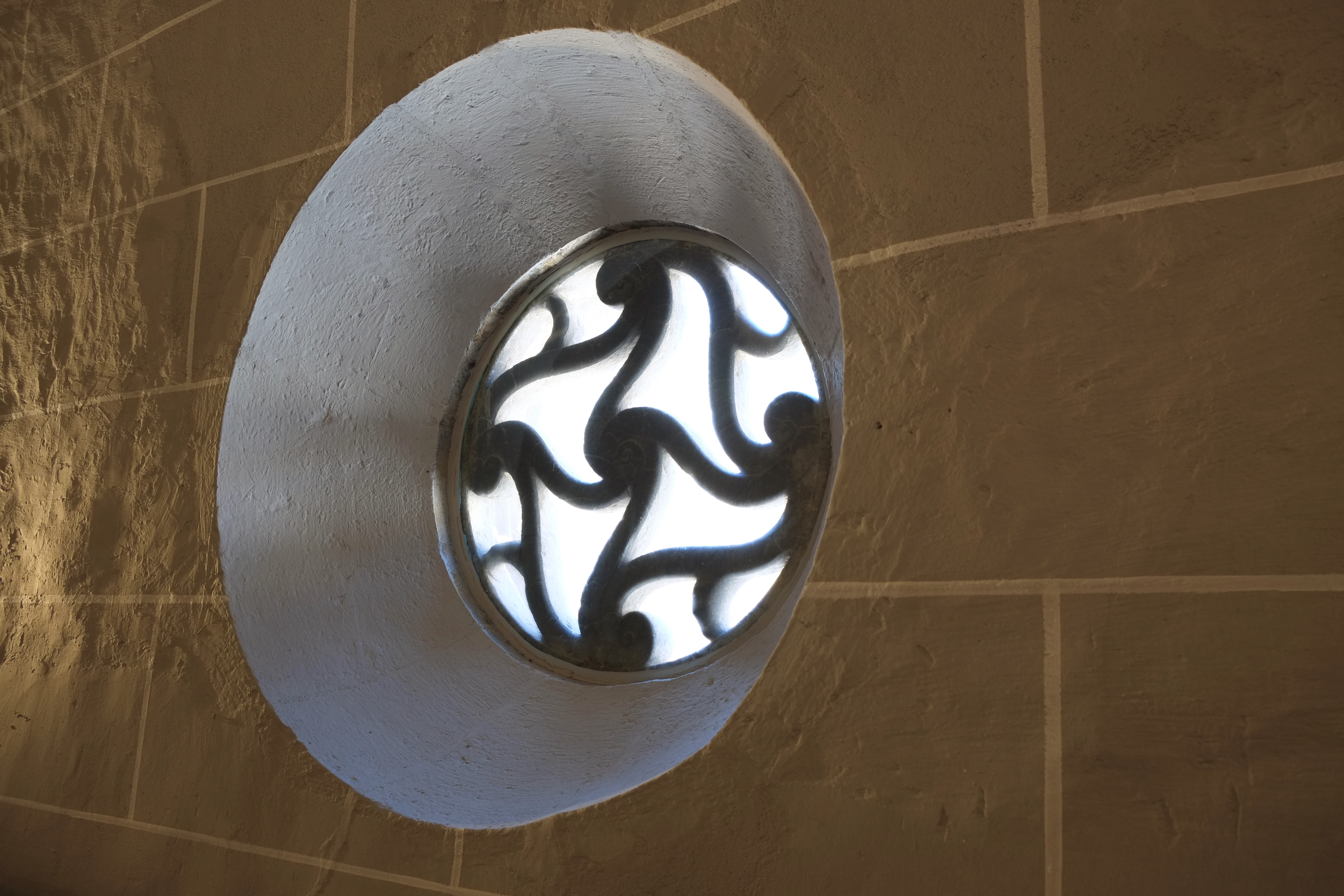
Rundfenster der Westfassade

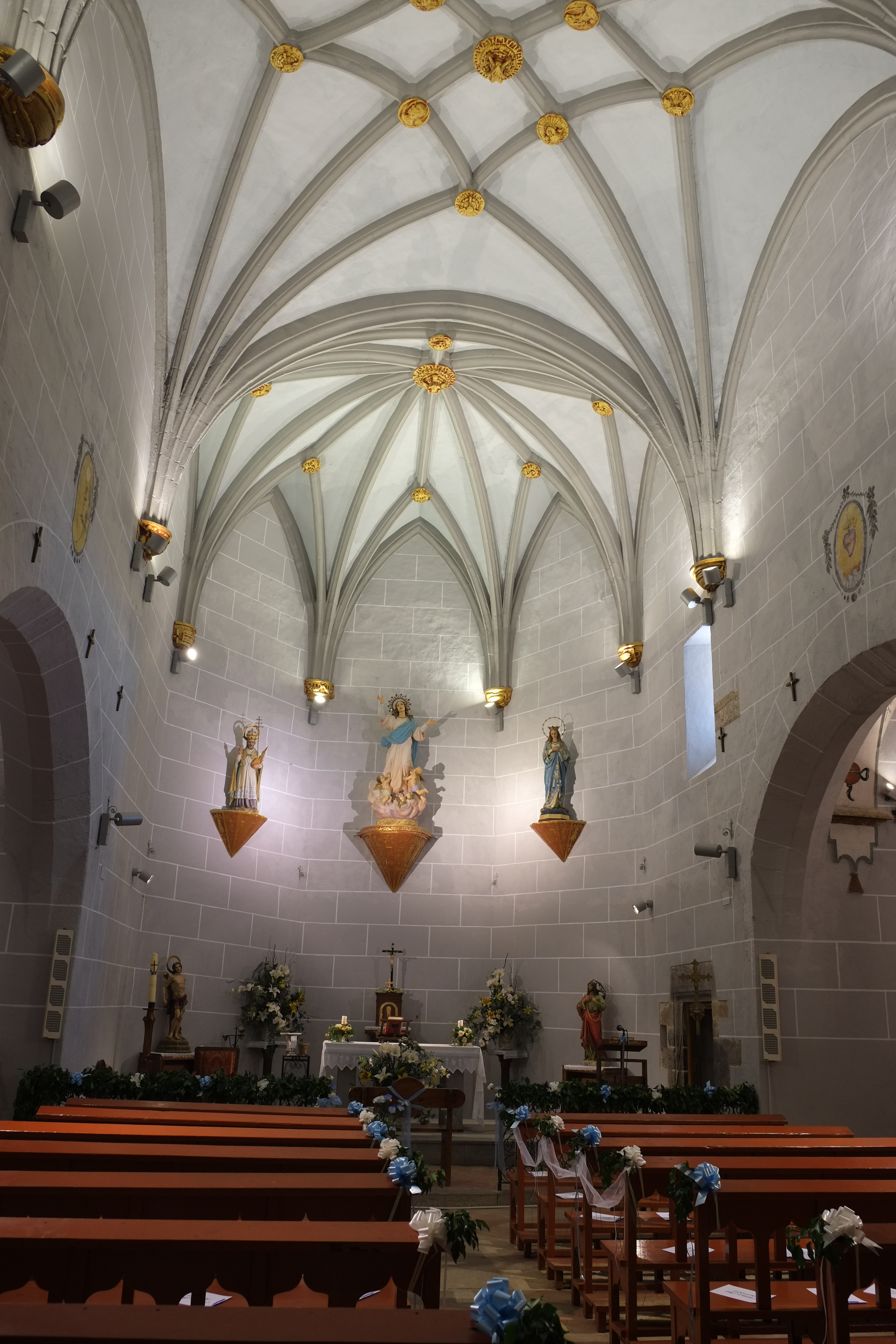
Innenraum

Die katholische Pfarrkirche Nuestra Señora de la Asunción (Mariä Himmelfahrt) in La Puebla de Fantova, einem Ort in der Gemeinde Graus in der Provinz Huesca der spanischen Autonomen Gemeinschaft Aragonien, wurde gegen Ende des 16. und zu Beginn des 17. Jahrhunderts im Stil der Renaissance errichtet. Im Jahr 2004 wurde die Kirche zum Bien catalogado del patrimonio cultural aragonés (aufgelisteten Kulturgut Aragoniens) erklärt.

## Architektur

### Außenbau
Die Kirche ist aus Bruchsteinmauerwerk errichtet und an den Ecken durch größere Quadersteine verstärkt. Sie besteht aus einem einzigen Schiff, das von einem Satteldach gedeckt wird, einem polygonalen Chor mit Pyramidendach und vier seitlichen Kapellen. Zwei weitere Räume werden als Sakristeien genutzt.
Über der nordwestlichen Kapelle ist der Turm aufgebaut. Sein quadratisches Untergeschoss ist aus Bruchstein errichtet, die beiden oberen, fünfeckigen Stockwerke bestehen aus Quadersteinen und werden von einer achteckigen Pyramide bekrönt. Das Glockengeschoss wird von großen rundbogigen Schallöffnungen durchbrochen.
Das Portal an der Westfassade wird von Pilastern gerahmt, auf deren Kapitellen ein profiliertes Gebälk aufliegt. Die Pilaster sind mit floralem Muster dekoriert, die Zwickel sind mit Arabesken und Rosetten verziert. Über dem Portal ist eine gerahmte Nische in die Wand eingeschnitten, in der ein Relief mit einem Kruzifix angebracht ist. Die Westfassade wird in der Mitte von einem Rundfenster durchbrochen.

### Innenraum
Der dreijochige Innenraum wird von Sterngewölben mit großen skulptierten und bemalten Schlusssteinen gedeckt. Die beiden östlichen Seitenkapellen werden von Pendentifkuppeln überwölbt. Die Kuppel der nördlichen Kapelle ist nur in ihren Zwickeln mit einem golden gefassten Stuckdekor und gerahmten Wappenkartuschen verziert. Die Kuppel der südlichen Kapelle, der Epistelseite, weist eine reiche Bemalung auf. Dargestellt sind vor allem Blütenblätter, aber auch Vögel und Puttenköpfe. Die beiden westlichen Kapellen haben ebenfalls einen quadratischen Grundriss, sind jedoch kleiner. Sie werden von einfachen Kreuzrippengewölben gedeckt, deren Rippen auf Konsolen aufliegen, die mit religiösen Motiven und mythologischen Personen skulptiert sind. Den westlichen Abschluss des Langhauses bildet eine hölzerne Empore, deren Brüstung mit Schnitzereien versehen ist.

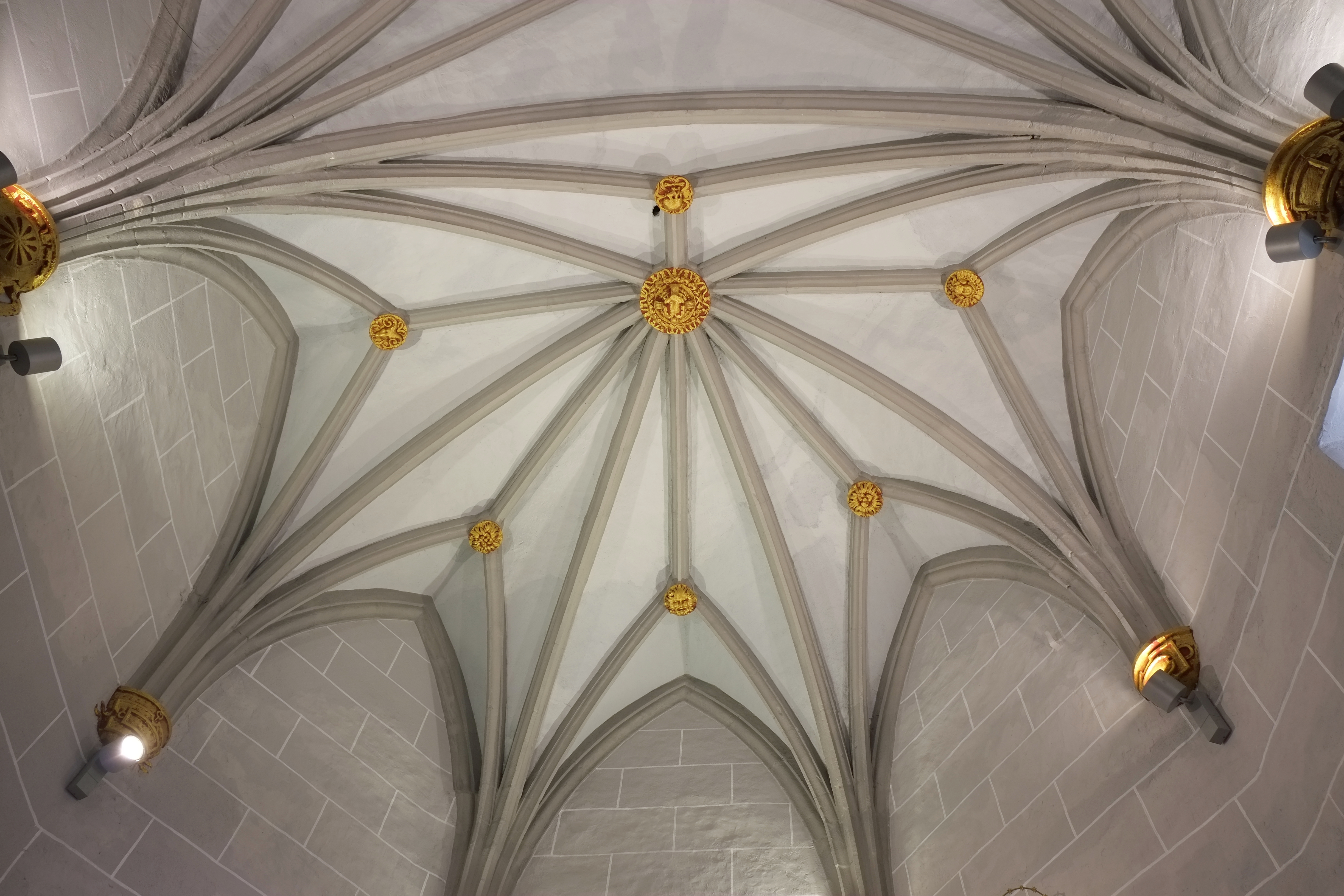
Sterngewölbe im Chor
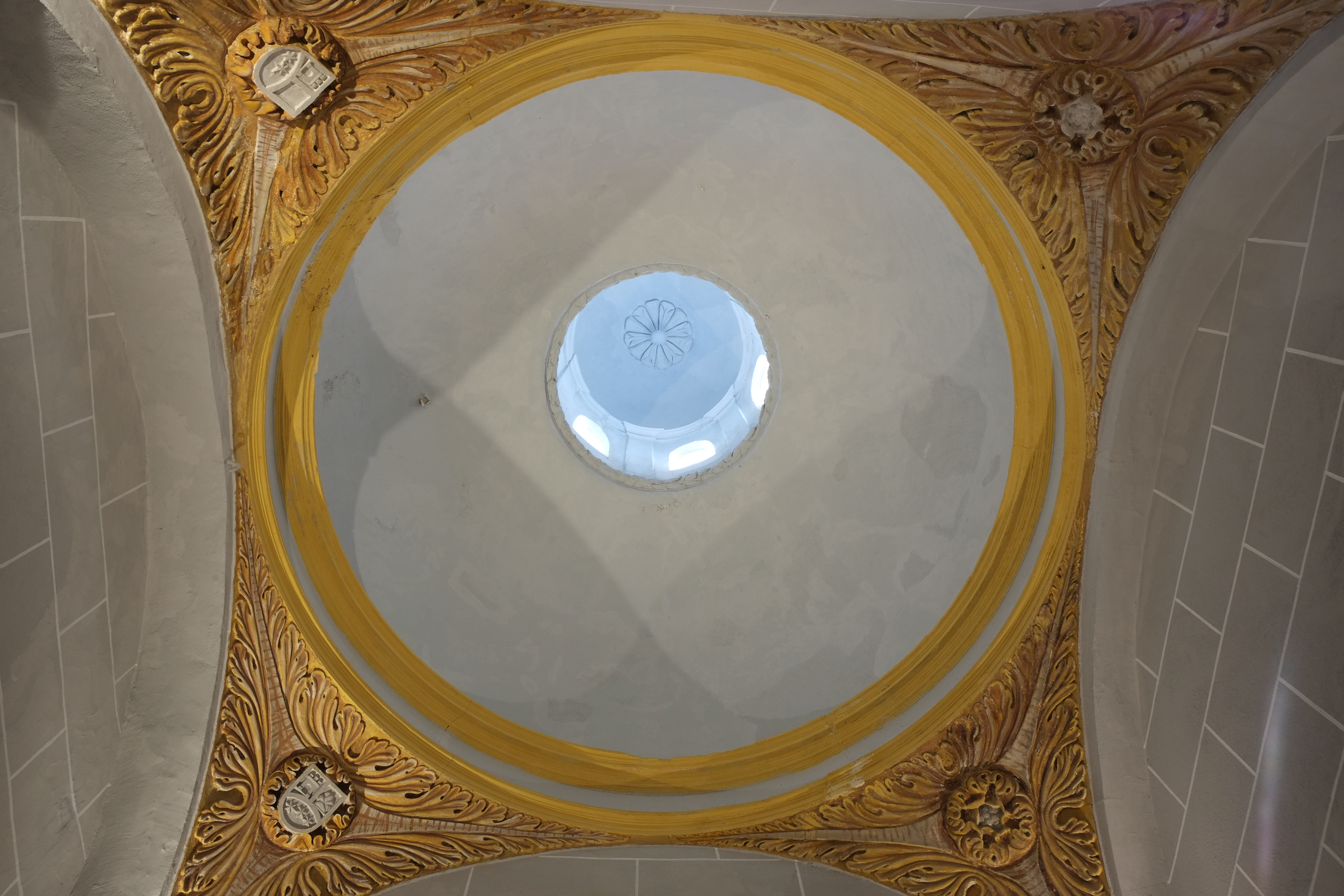
Kuppel der nördlichen Seitenkapelle
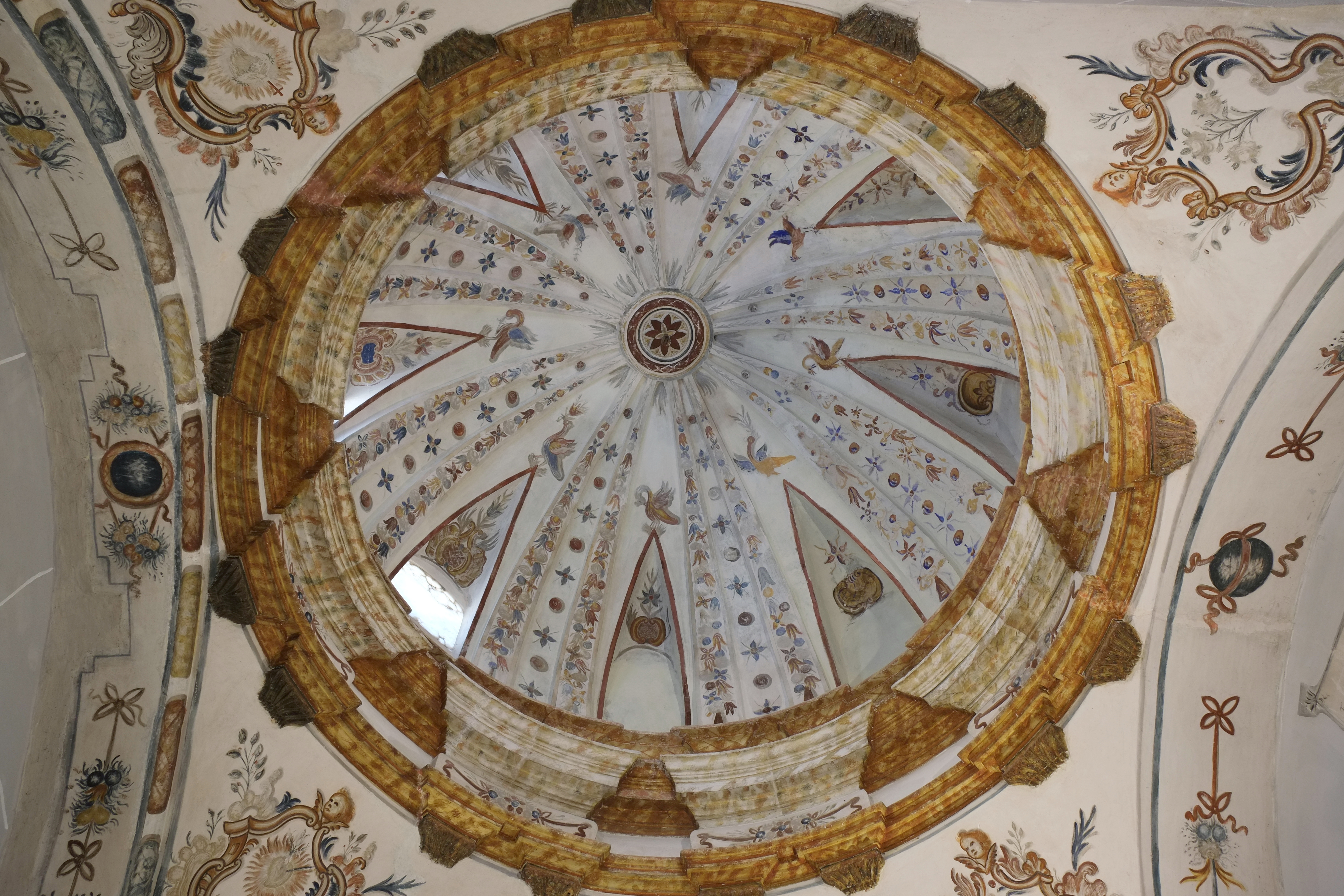
Kuppel der südlichen Seitenkapelle